# Czernina Górna
Czernina Górna est une localité polonaise de la gmina et du powiat de Góra en voïvodie de Basse-Silésie.

## Histoire
De 1742 à 1945, Ober Tschirnau fait partie de l'arrondissement de Guhrau dans le district de Breslau au sein de la province de Silésie.